# پارک ملی جنگل سنگی‌شده

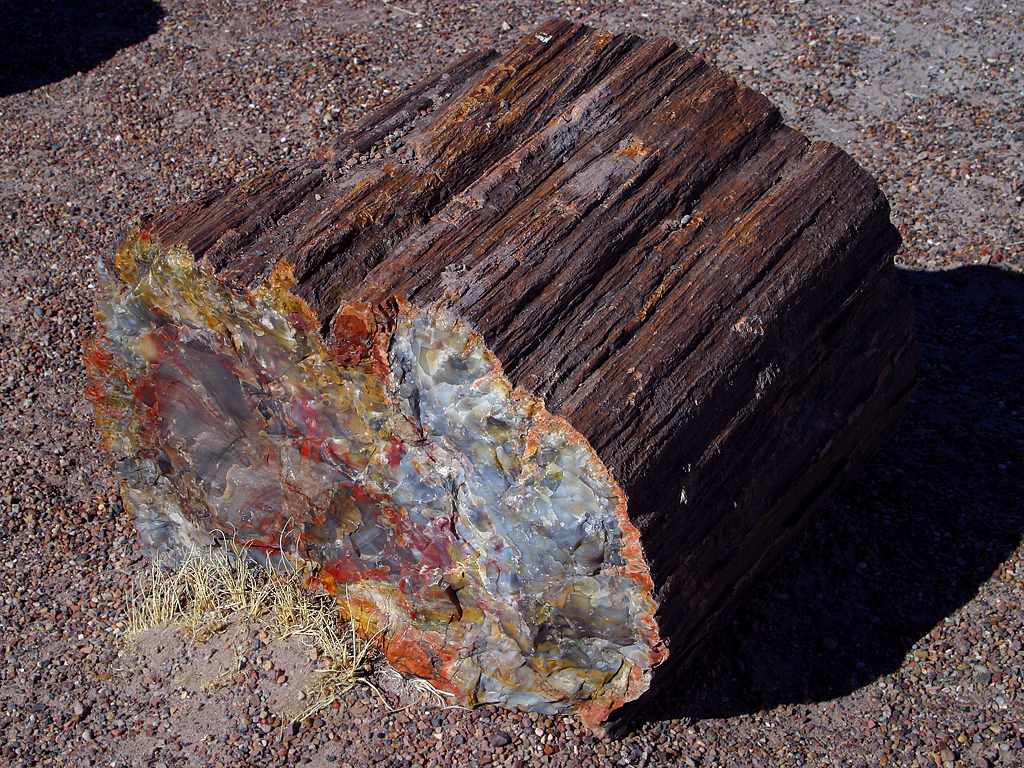
تنهٔ درختی که تبدیل به سنگ شده

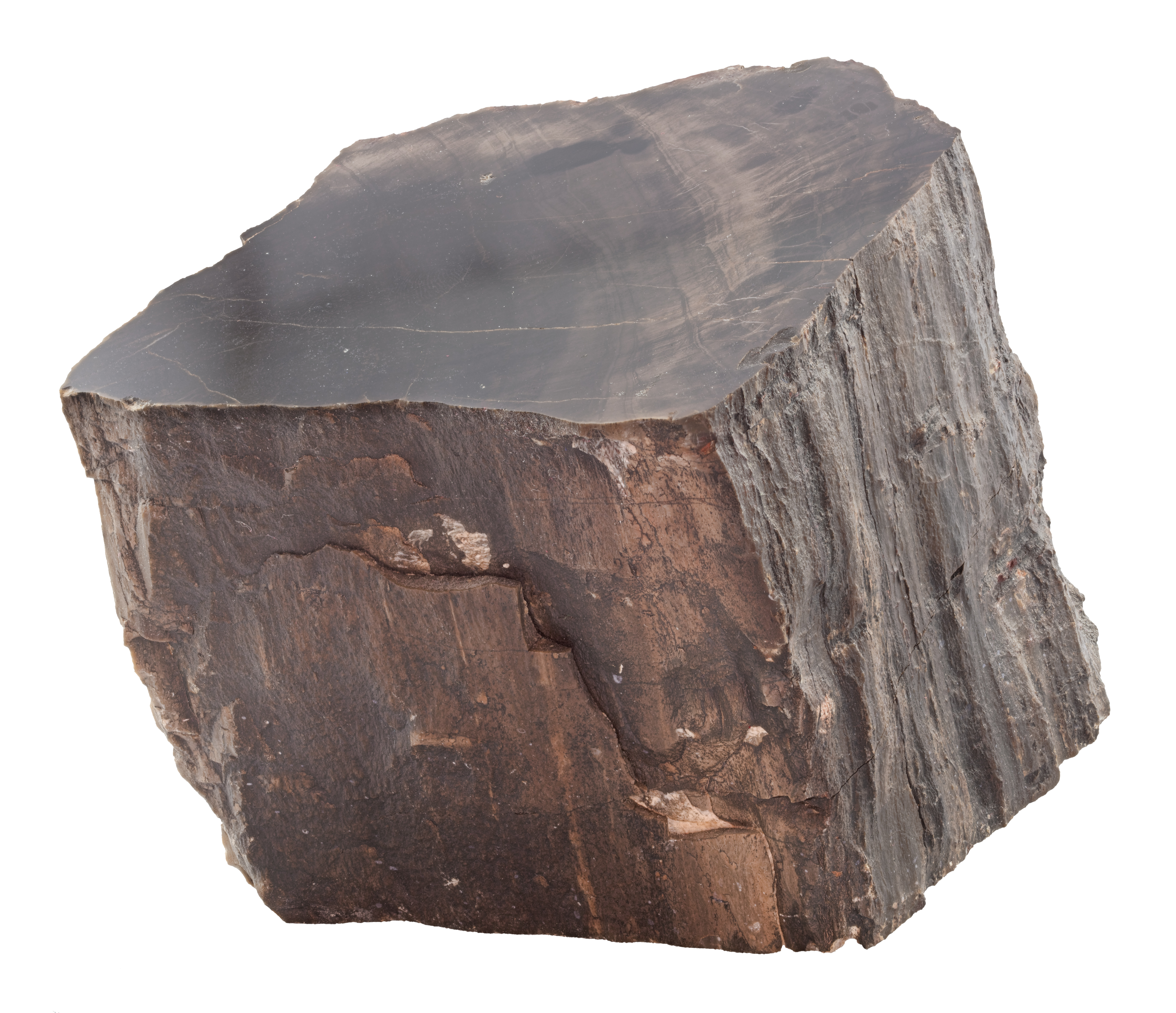
نگاره‌ای از یک تکه تنهٔ درختِ فسیل‌شده در پارک ملی جنگل سنگی.

پارک ملی جنگل سنگی‌شده (Petrified Forest National Park) یک پارک ملی در ایالت آریزونا در آمریکا است.
این پارک حاوی بقایای درختانی است که در طی سالیان طولانی تبدیل به سنگ شده‌اند.
جنگل سنگی در شمال خاوری آریزونا واقع شده و ۸۸ هزار پانصد هکتار مساحت دارد. بیشتر چوب‌های سنگ شده این محدوده مربوط به نوعی درخت سوزنی‌برگ به نام درخت سنگی آریزونا می‌باشد که گیاهی منقرض‌شده است. سنگواره شمار زیاد دیگری از گیاهان و جانوران نیز در پارک ملی جنگل سنگی دیده می‌شود.
امروزه محدوده این پارک چشم‌اندازی بیابانی دارد اما در دوره تریاسه پسین، یعنی حدود ۲۲۵ میلیون سال پیش سطح این منطقه با جنگل‌های درخت غول و مرداب‌های سرسبز پوشیده بود. احتمال می‌رود که یک انفجار آتشفشانی باعث خشکی این زمین‌ها شده‌باشد.
تنه درختان رفته‌رفته در زیر خاکستر آتشفشان و لایه‌های ضخیم گل مدفون شدند و پس از آن آب ماده سیلیسیوم را با خود به زیر این لایه‌ها و به تنه درختان رساند. سیلیسیوم ماده‌ای معدنی است که حکم یک نگهدارنده طبیعی را دارد و باعث شد تا چوب این درختان به کوارتز تبدیل شود. پس از آن‌که بر اثر تغییرات زمین‌شناختی، سطح سرزمین جنوب غرب ایالات متحده به بالا رانده شد چشم‌انداز طبیعی کنونی نیز به مرور شکل گرفت و چوب‌های سنگ شده در برخی نقاط از جمله در این پارک ملی آریزونا بر اثر فرسایش باد و باران سر از زمین درآوردند.
این منطقه در سال ۱۹۰۶ به عنوان یادمان ملی شناخته شد و در ۹ دسامبر ۱۹۶۲ تبدیل به پارک ملی شد.

## زیست‌شناسی

### گیاهان
بر طبق بررسی‌های صورت گرفته در سال ۲۰۰۵؛ تعداد ۴۴۷ گونه گیاه در پارک یافت شده که تعداد ۵۷ نوع آن‌ها خودرو هستند.
این پارک دارای تعداد ی از بهترین مراتع شمال شرقی ایالت آریزونا است.

### جانوران
بیش از ۱۶ گونه از انواع مارمولکها و مارها در زیستگاه‌های مختلف پارک زندگی می‌کنند 

مارمولک یقه دار، پارک ملی جنگل سنگی ایالت آریزونا مارمولک

 یقه دار بزرگ‌ترین مارمولک موجود در پارک است.
تعداد زیادی از حشرات، عنکبوت‌ها، عقرب‌ها، خزندگان، پستانداران کوچک. مارمولک یقه دار را می‌توان مشاهده کرد.

در بررسی انجام شده سال ۲۰۰۶ تعداد ۲۱۶ گونه از پرندگان شناسایی شده‌اند. 

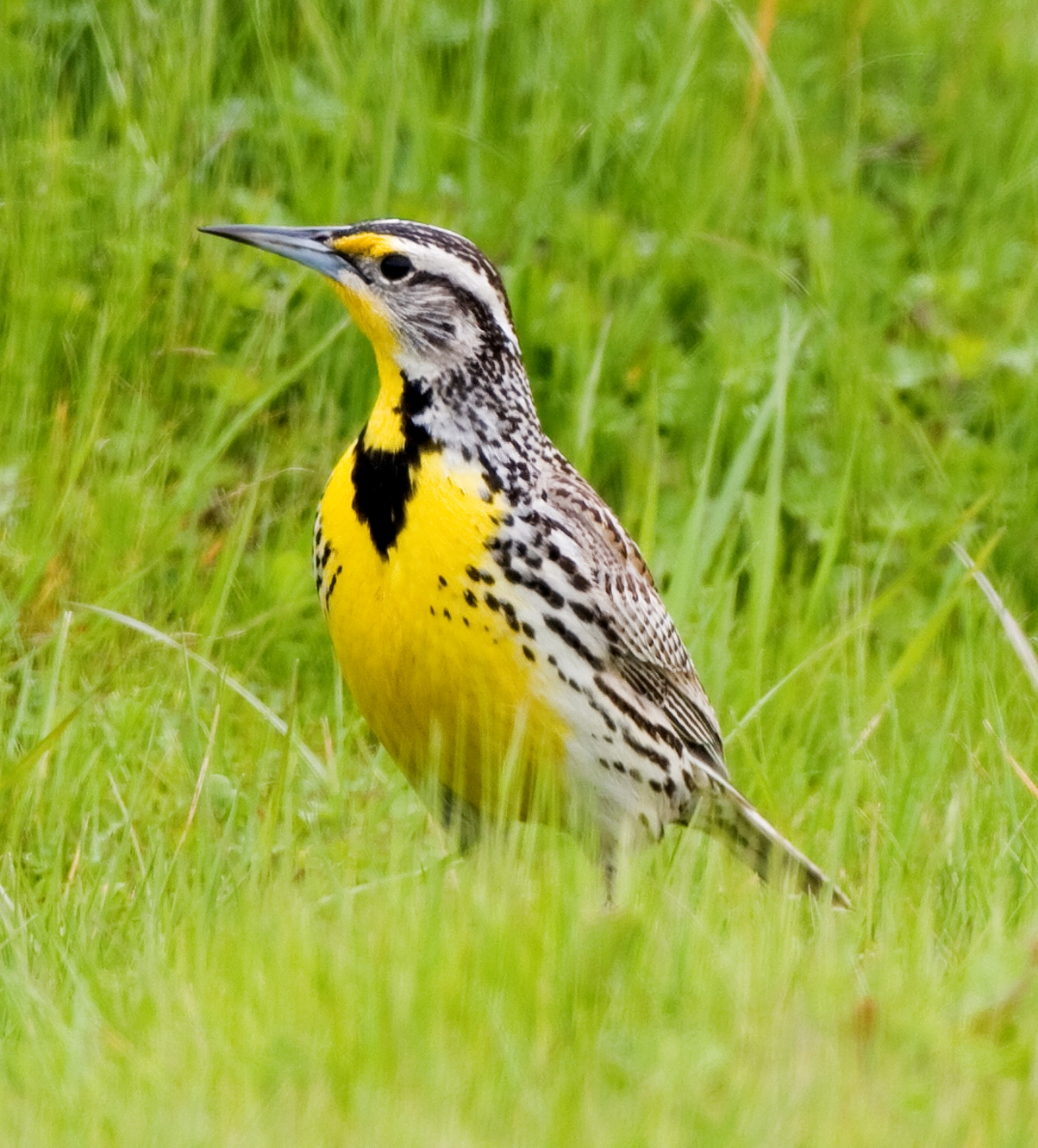
مرغ اقیانوس آمریکا شبیه پری شاهرخ

پرندگانی که به عموماً در پارک می‌توان مشاهده نمود عبارتند از:
غراب معمولی (خانواده کلاغیان) و Western Meadowlark (مرغ اقیانوس آمریکا شبیه پری شاهرخ) غربی که به خاطر آواز مجذوب‌کننده‌اش، شهرت دارد.